# U-Bahnhof Aidenbachstraße
Der U-Bahnhof Aidenbachstraße ist ein Bahnhof der Münchner U-Bahn. Er befindet sich im Stadtteil Obersendling und wird von der Linie U3 bedient.
Der Bahnhof wurde am 28. Oktober 1989 mit der Strecke zwischen den Bahnhöfen Implerstraße und Forstenrieder Allee eröffnet. Die namensgebende Aidenbachstraße, benannt nach dem niederbayrischen Ort Aidenbach, unterqueren die Gleise unmittelbar westlich der Station und südlich des Ratzingerplatzes.
Die Hintergleiswände des Bahnhofs, der als einer der ersten nach dem Prinzip des veredelten Rohbaus entstand, bei dem die Sichtbetonwände roh belassen und lediglich mit Farbe und dekorativen Elementen veredelt werden, wurden blau bemalt und besitzen auf jeder Seite 12 Doppelspiegel des Münchner Designers Jan Roth. Diese sollen interessante Blickbeziehungen ermöglichen und das nüchterne, reduzierte Design auflockern. Die Decke besitzt wie alle Bahnhöfe an diesem Streckenabschnitt baldachinförmige Blechpaneele, an deren Rändern die zwei Lichtbänder hängen. Die quaderförmigen Säulen in der Mitte des mit Isarkiesel-Motiv ausgelegten Bahnsteigs sind mit weißen Fliesen verkleidet und die Kanten sind mit Aluminium abgerundet.
An Westkopf des Bahnhofs führen Roll- und Festtreppen sowie ein Aufzug über ein Sperrengeschoss zur Aidenbachstraße, am östlichen Ende gelangt man über Roll- und Festtreppen ebenfalls durch ein Zwischengeschoss zur Gmunder Straße. An der Aidenbachstraße befindet sich ein Busbahnhof, der von drei sogenannten MetroBus-Linien und einer StadtBus-Linie bedient wird. Überdacht wird der Busbahnhof von einer Park-and-Ride-Ebene. Dieses Bauwerk macht den Bahnhof zum wichtigsten Umsteigebahnhof an der südlichen U3 neben dem Endbahnhof Fürstenried West. Im Rahmen des Baus der Westtangente der Straßenbahn München wird der Busbahnhof einschließlich der Park-and-Ride-Ebene abgerissen und neu gebaut, um Platz für die Straßenbahn zu schaffen und die Anzahl der Parkplätze zu erhöhen.
Dieser Artikel oder Abschnitt ist übermäßig bebildert. Hilf mit, die Illustrationen auf ein angemessenes Niveau an repräsentativen Bildern zu reduzieren und sie gleichmäßiger im Artikel zu verteilen. Verschiebe die restlichen Abbildungen in eine Galerie bzw. Kategorie auf Wikimedia Commons, die du am Ende dieses Artikels verlinkst.

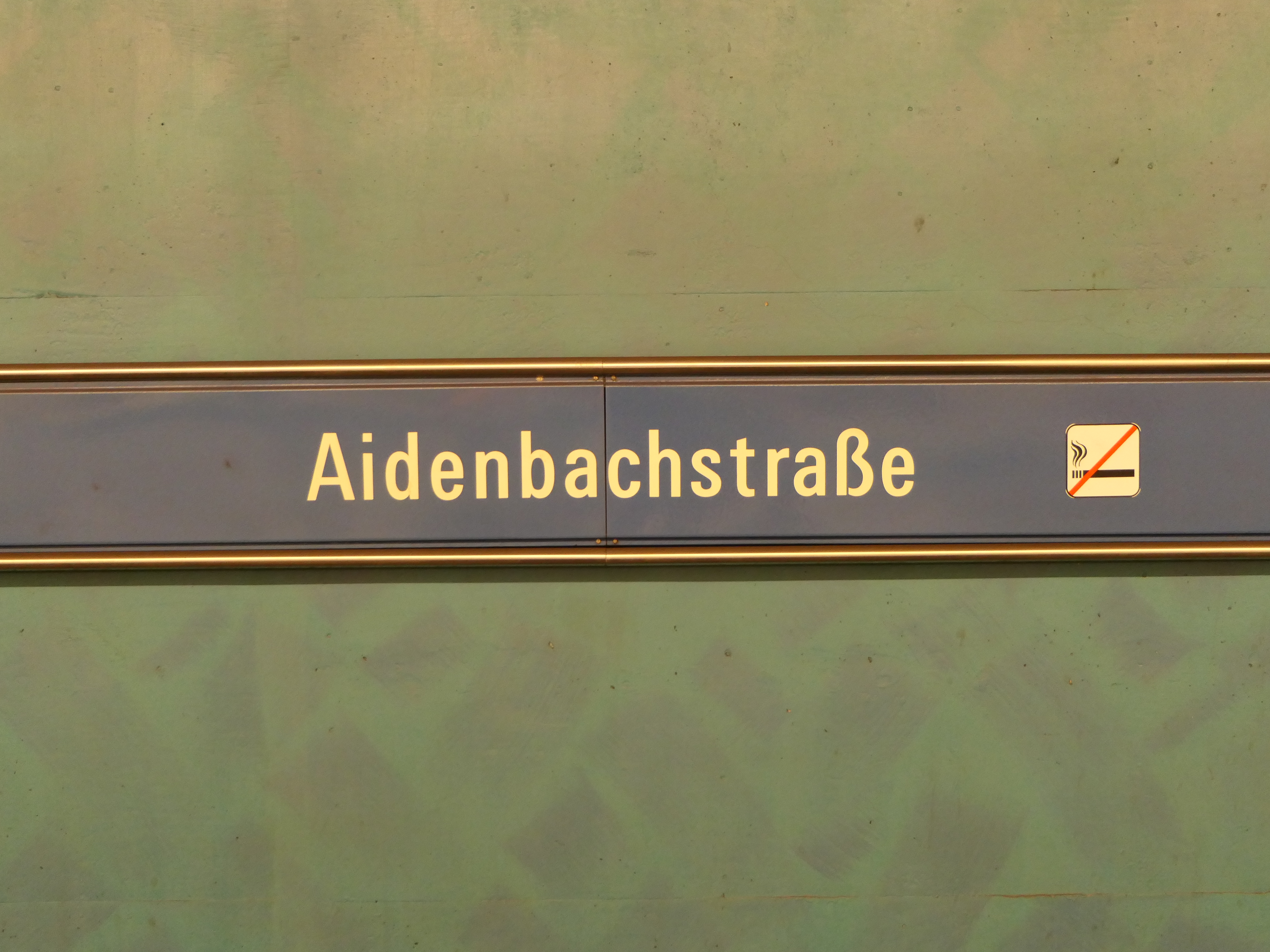
Stationsname an den Hintergleiswänden
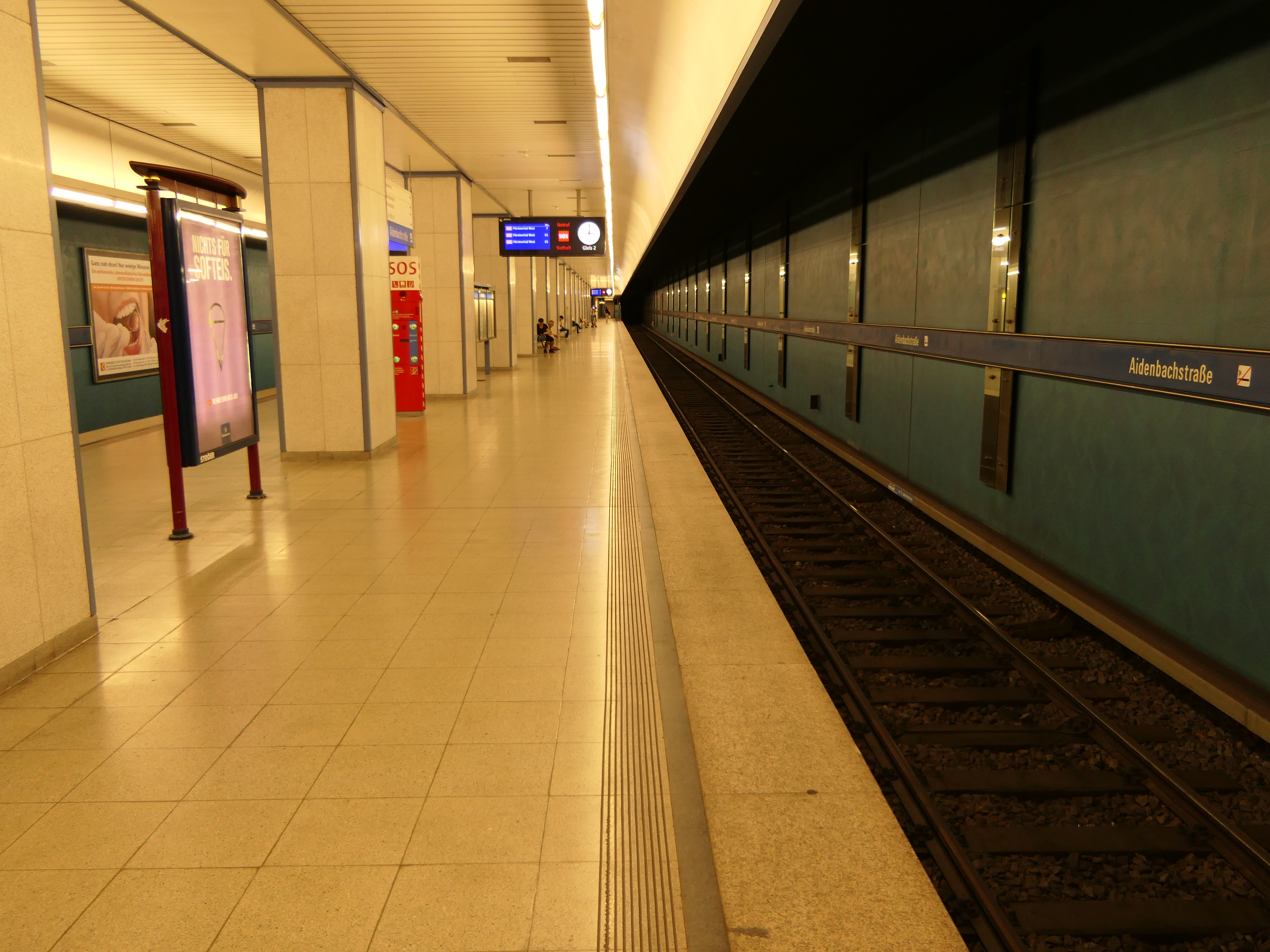
Bahnsteigebene 2018
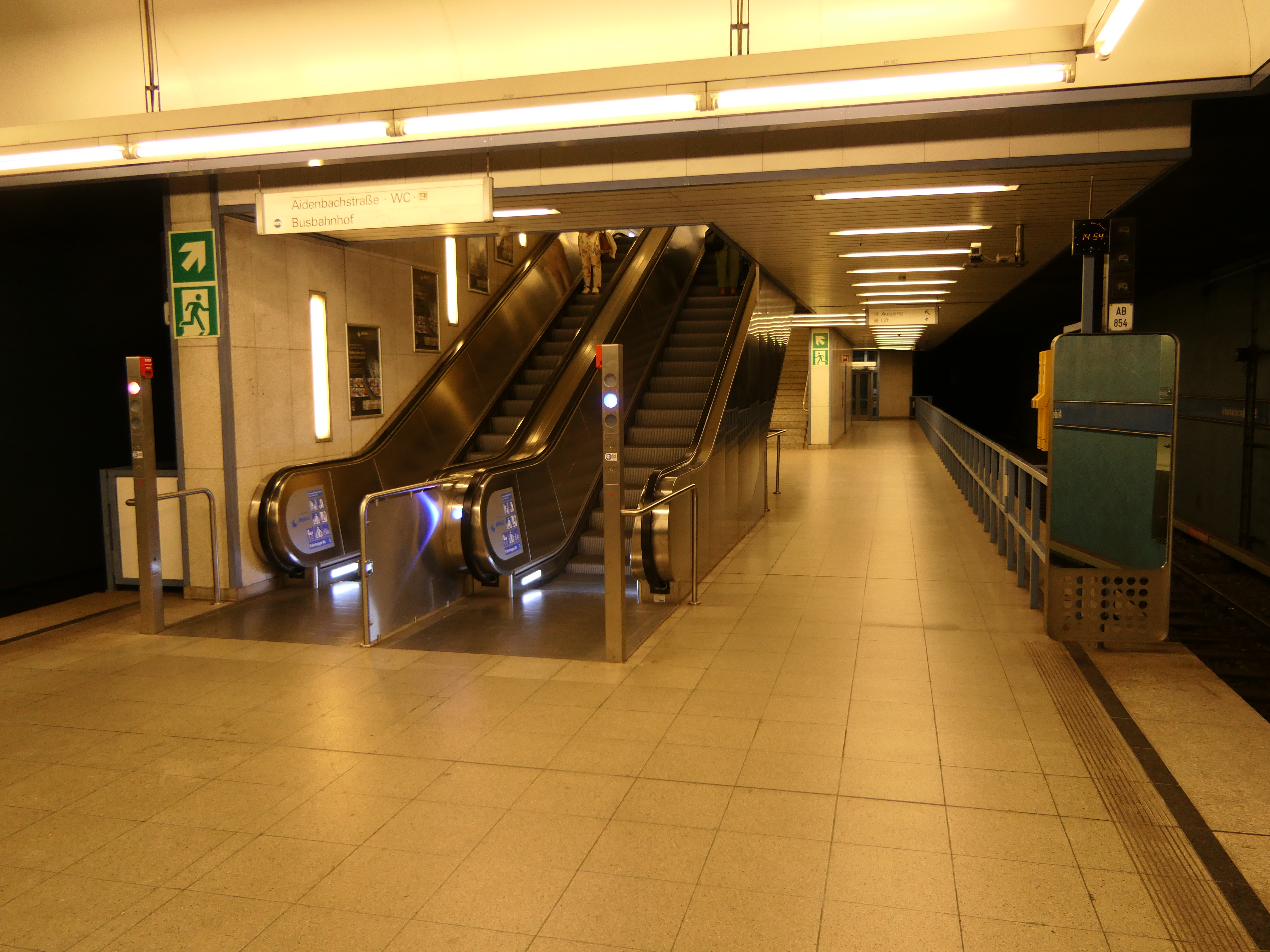
Aufgang von der Bahnsteigebene zum Verteilergeschoss
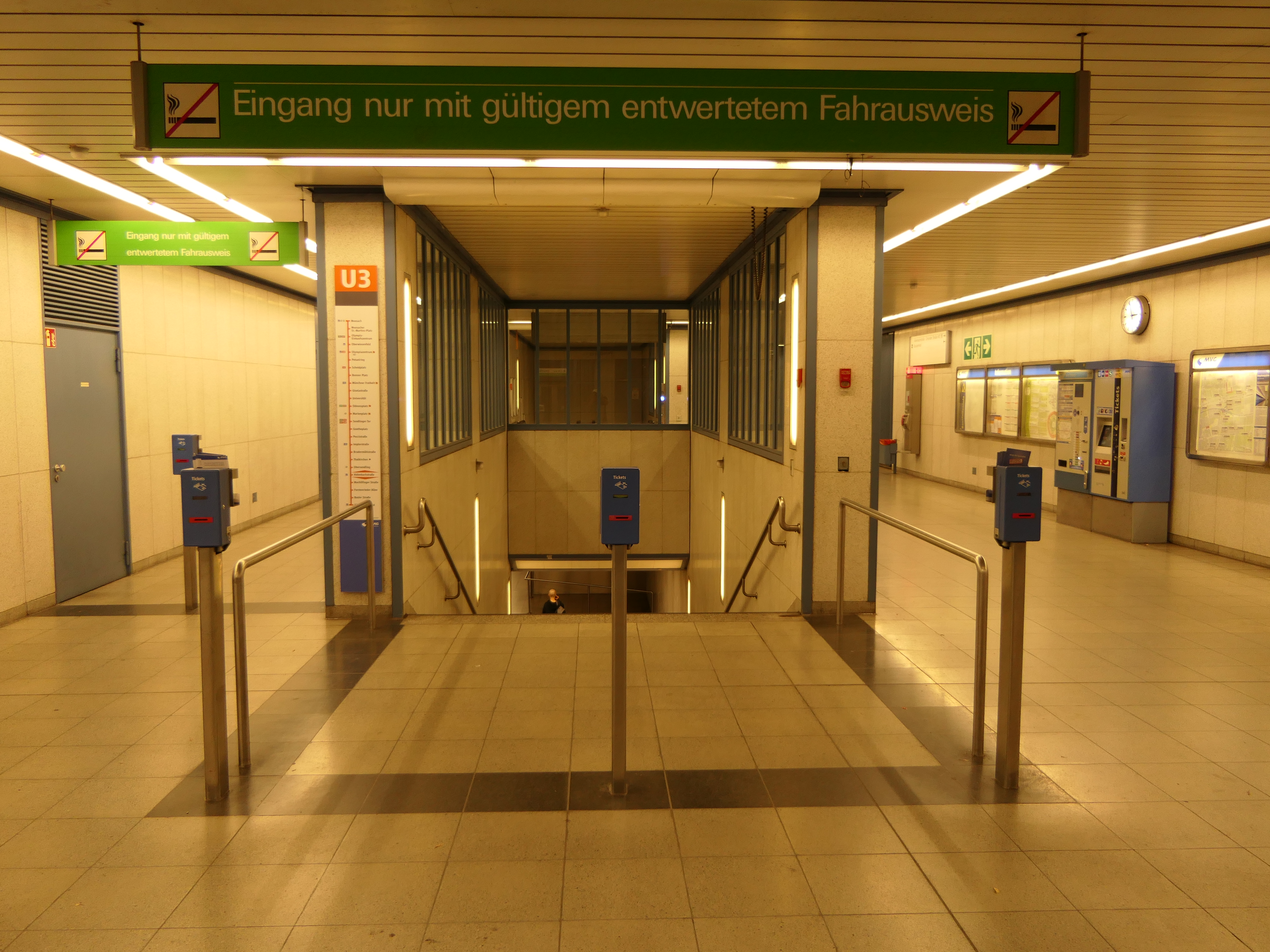
Abgang von der Verteilerebene zur Bahnsteigebene
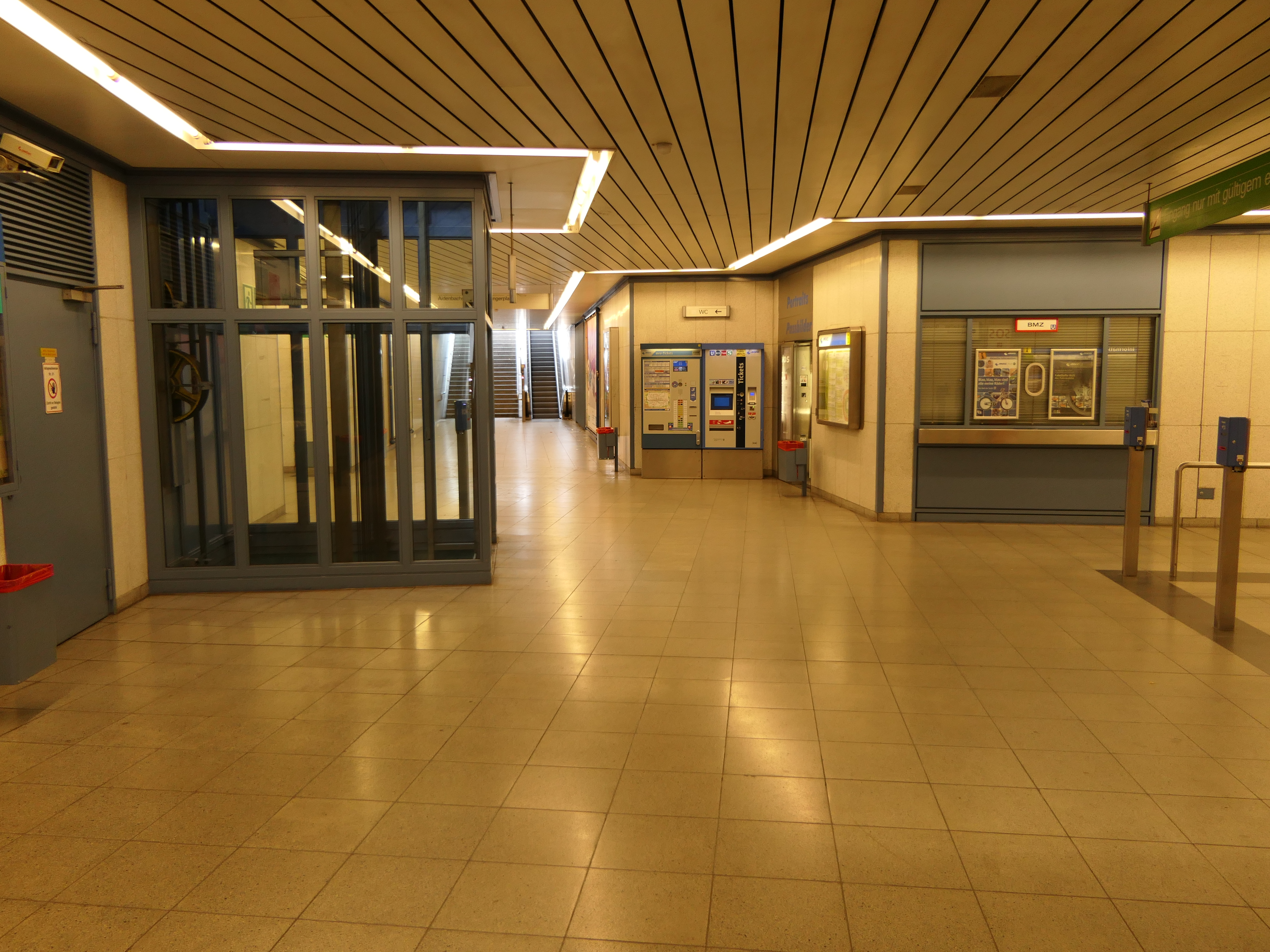
Verteilerebene mit Aufzug und Fahrkartenschalter
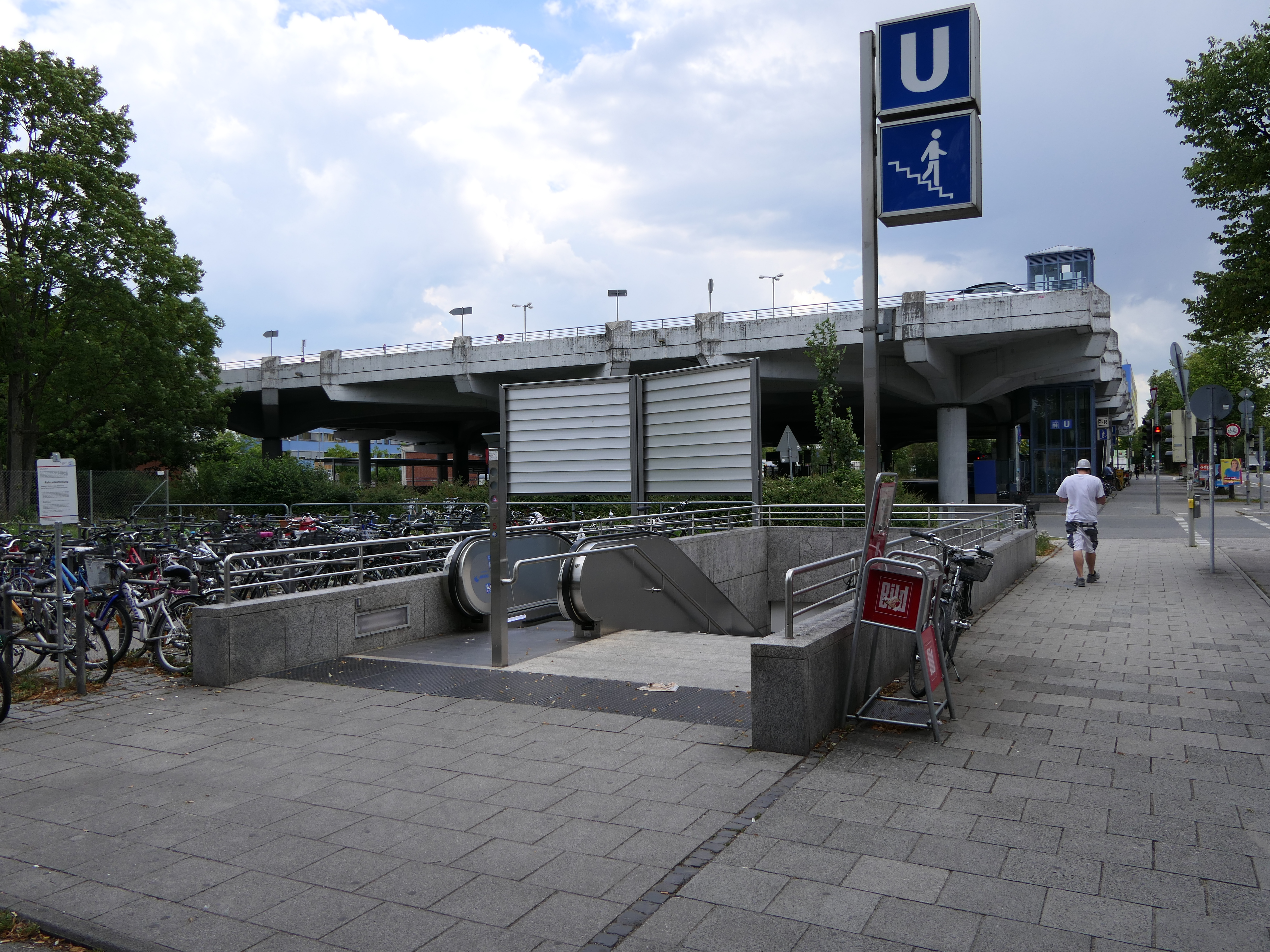
Zugang an der Oberfläche

| Linie | Linienverlauf |
| ----- | --- |
| U3    | Moosach – (797 m) – Moosacher St.-Martins-Platz – (880 m) – Olympia-Einkaufszentrum – (1416 m) – Oberwiesenfeld – (1061 m) – Olympiazentrum – (944 m) – Petuelring – (832 m) – Scheidplatz – (793 m) – Bonner Platz – (1042 m) – Münchner Freiheit – (579 m) – Giselastraße – (744 m) – Universität – (788 m) – Odeonsplatz – (640 m) – Marienplatz – (884 m) – Sendlinger Tor – (843 m) – Goetheplatz – (677 m) – Poccistraße – (624 m) – Implerstraße – (849 m) – Brudermühlstraße – (1149 m) – Thalkirchen – (1129 m) – Obersendling – (785 m) – Aidenbachstraße – (782 m) – Machtlfinger Straße – (1195 m) – Forstenrieder Allee – (808 m) – Basler Straße – (936 m) – Fürstenried West |